# Helicoprion
Helicoprion ("serra em espiral") foi um gênero de peixe cartilagíneo semelhante ao atual tubarão. Este peixe surgiu nos oceanos do Carbonífero tardio, há cerca de 280 milhões de anos. Sobreviveram à Extinção Permiano-Triássica e eventualmente foram extintos durante o início do Triássico, por volta de há 225 milhões de anos. Os únicos fósseis conhecidos são de seus dentes, que eram arranjados em uma "espiral de dentes" que lembra bastante uma serra circular. Não se sabia que a espiral de dentes era a mandíbula até a descoberta do aparentado Ornithoprion. A espiral dentária continha todos os dentes produzidos pelo indivíduo na mandíbula, de modo que, à medida que o indivíduo crescesse, os dentes menores e mais antigos eram empurrados para o centro da espiral pelo surgimento de novos dentes maiores. Comparações com outros eugeneodontídeos sugerem que Helioprion poderia crescer até 10 m.
O posicionamento exato da espiral dentária na mandíbula é desconhecido. Muitas reconstruções atuais colocam a espiral na frente da mandíbula, embora isso pudesse criar atrito, fazendo o peixe um nadador menos eficiente, e turbulência, alertando presas de seu ataque.O Helicorprion provavelmente usava sua espiral de dentes para serrar as suas presas e depois comê-las. Uma reconstrução alternativa, criada pelo Instituto Smithsonian, coloca a espiral no fundo da boca. Esse arranjo seria mais adequado para presas leves.
Os dentes individuais são serrados, o que implica que Helicoprion era carnívoro. Como ainda é necessário encontrar um crânio, a maneira como ele capturava e devorava suas presas é objeto de grande especulação. Uma hipótese é que ele caçava amonites e seus dentes eram especializados para quebrar as conchas. Outra ideia era que o tubarão atacaria cardumes sacudindo sua mandíbula, capturando presas com seus dentes.
O mais famosos espécimes de Helicoprion foram encontrados no leste de Idaho, norte de Utah e parte central de Wyoming.
O Helicoprion conseguiu sobreviver à extinção do permiano-triássíco talvez devido à sua adaptação aquática.

## Galeria

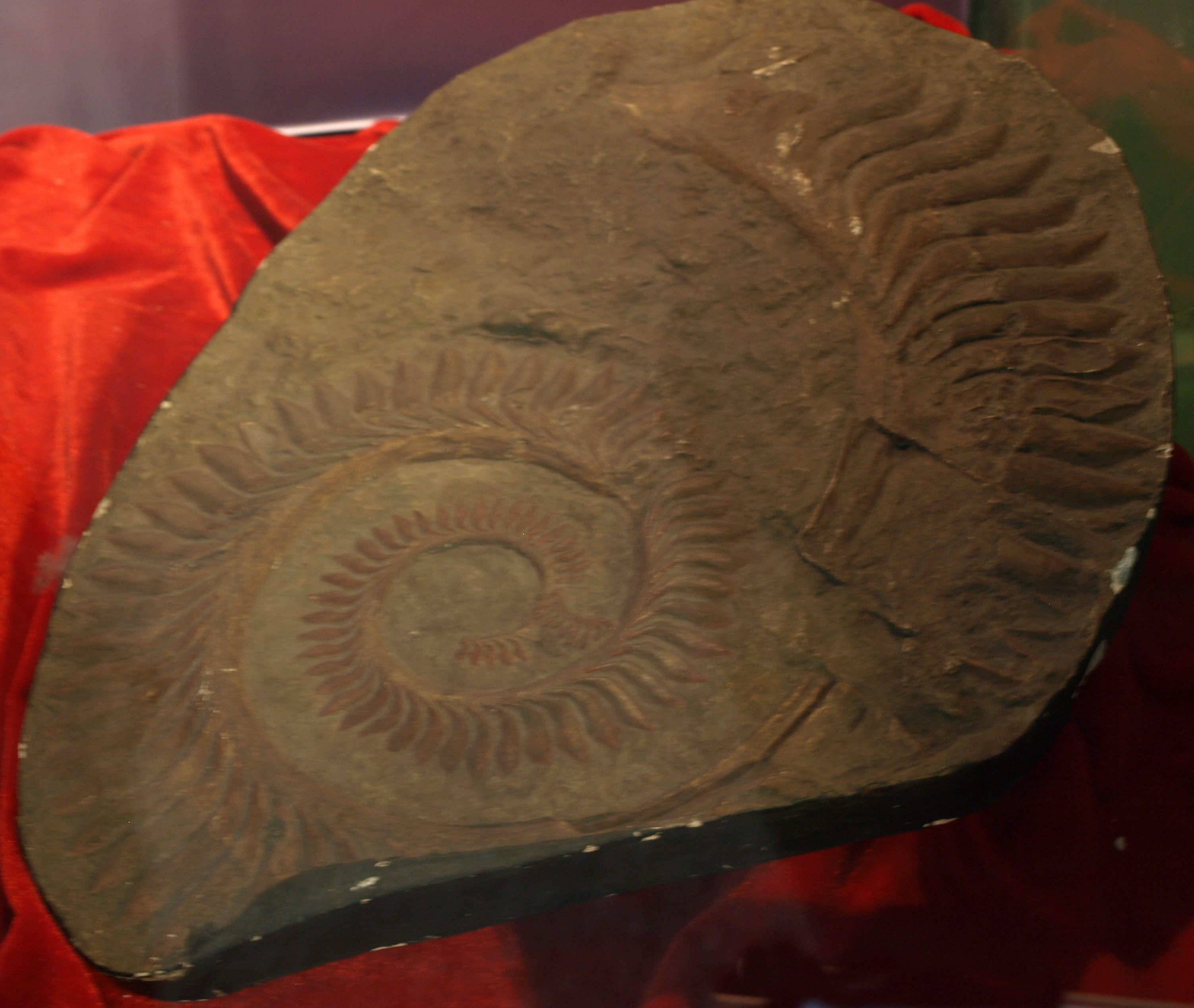
Mandíbula de um  Helicoprion bessonovi, em exposição no Museu Paleiozoológico da China.
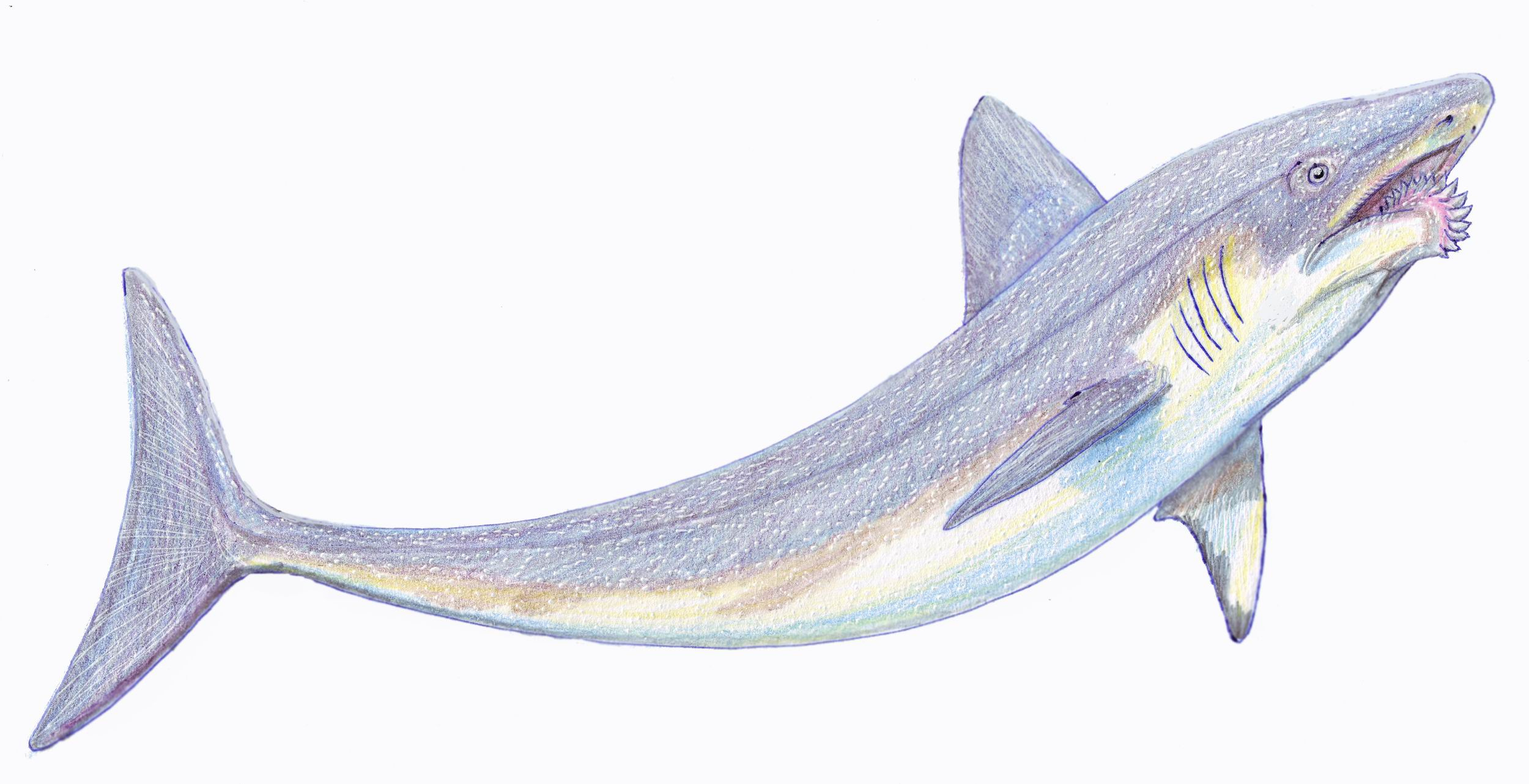
Helicoprion ferreri.
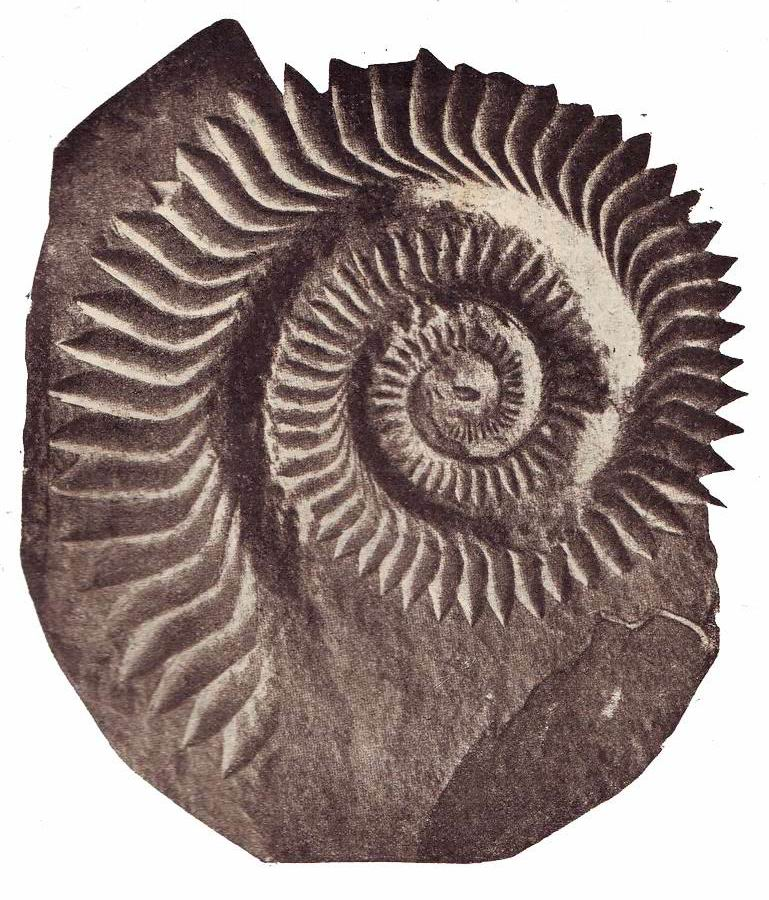
Fóssil de uma "espiral de dentes"